# Sydney Freeland
Pour les articles homonymes, voir Freeland (homonymie).
Sydney Freeland, née le 29 octobre 1980 à Gallup (Nouveau-Mexique), aux États-Unis, est une réalisatrice, scénariste, et femme trans Navajo américaine.

## Biographie

### Formation
- Academy of Art University

## Filmographie partielle

### Comme réalisatrice

#### Au cinéma
- 2008 : The Migration (court-métrage)
- 2012 : Hoverboard (court-métrage, aussi scénariste)
- 2014 : Drunktown's Finest (en) (aussi scénariste)
- 2017 : Deidra and Laney Rob a Train

#### À la télévision
- 2016 : Her Story (série télévisée, 6 épisodes)
- 2018 : Heathers (série télévisée, 1 épisode)
- 2024 : Echo

## Récompenses et distinctions
- 2014 : Drunktown's Finest (en) :
  - Ashland Independent Film Festival : Finest Narrative Feature 
  - Heartland Film Festival : Narrative Feature
  - L.A. Outfest :
    - Grand Jury Award
    - HBO Outstanding First Narrative Feature

  - Albuquerque Film & Media Experience : Best of New Mexico
  - American Indian Film Festival :
    - Best Film
    - Best Supporting Actress